# Lisów (gromada w powiecie lublinieckim)
Lisów – dawna gromada, czyli najmniejsza jednostka podziału terytorialnego Polskiej Rzeczypospolitej Ludowej w latach 1954–1972.
Gromady, z gromadzkimi radami narodowymi (GRN) jako organami władzy najniższego stopnia na wsi, funkcjonowały od reformy reorganizującej administrację wiejską przeprowadzonej jesienią 1954 do momentu ich zniesienia z dniem 1 stycznia 1973, tym samym wypierając organizację gminną w latach 1954–1972.
Gromadę Lisów z siedzibą GRN w Lisowie utworzono – jako jedną z 8759 gromad na obszarze Polski – w powiecie lublinieckim w woj. stalinogrodzkim, na mocy uchwały nr 20/54 WRN w Stalinogrodzie z dnia 5 października 1954. W skład jednostki weszły obszary dotychczasowych gromad Chwostek i Lisów (z wyłączeniem przysiółka Lubockie) ze zniesionej gminy Lisów, kolonie Braszczok i Niwy z dotychczasowej gromady Kochcice ze zniesionej gminy Kochcice oraz osiedle Drapacz z dotychczasowej gromady Olszyna ze zniesionej gminy Boronów, w tymże powiecie. Dla gromady ustalono 15 członków gromadzkiej rady narodowej.
20 grudnia 1956 województwo stalinogrodzkie przemianowano (z powrotem) na katowickie.
1 stycznia 1969 do gromady Lisów włączono obszar zniesionej gromady Hadra w tymże powiecie.
Gromada przetrwała do końca 1972 roku, czyli do kolejnej reformy gminnej.